# Czerwińsk nad Wisłą (dorp)
Czerwińsk nad Wisłą is een dorp in het Poolse woiwodschap Mazovië, in het district Płoński. De plaats maakt deel uit van de gemeente Czerwińsk nad Wisłą en telt 1200 inwoners.